# Culture et citoyenneté québécoise
Culture et citoyenneté québécoise (CCQ) est un programme scolaire obligatoire dans le système éducatif primaire et secondaire au Québec. Se déployant sur les six années de l'école primaire et quatre années sur cinq de l'école secondaire (la 3e secondaire est exclue), le programme poursuit trois finalités: « préparer à l'exercice de la citoyenneté québécoise », « viser reconnaissance de soi et de l'autre » et « poursuivre le bien commun ».

## Historique
Ce programme succède à Éthique et culture religieuse, en vigueur entre 2008 et 2024. Après avoir soulevé différentes critiques au fil des années, principalement son volet « culture religieuse », l'existence de ce programme est définitivement compromise à la suite de la formation du gouvernement François Legault en 2018. Lors de son premier mandat, le gouvernement s'attaque à renforcer ce qu'il nomme la laïcité de l'État québécois (adoption de la Loi sur la laïcité de l'État, retrait du crucifix du Salon bleu). Alors que le programme d'Éthique et culture religieuse s'inscrit déjà dans l'aboutissement de la déconfessionnalisation du système éducatif québécois entrepris au tournant du siècle, le gouvernement juge qu'il fait encore trop place aux questions religieuses. En janvier 2020, il annonce la tenue de consultations publiques pour réformer en profondeur ce programme, précisant qu'il souhaite accorder davantage de temps d'enseignement à des enjeux plus actuels, à l'ère numérique,.
Le programme est dévoilé par le ministre de l'Éducation de l'époque, Jean-François Roberge, le 24 octobre 2021. Il est enseigné dès la rentrée scolaire 2022 dans 29 écoles sous forme d'un projet pilote,. L'année suivante, en raison d'un manque de formation des enseignants et de retards dans l'impression de manuels scolaires, il est annoncé que seulement certaines écoles offriront le programme à partir de la rentrée scolaire 2023. L'obligation de l'offrir est repoussée à la rentrée scolaire 2024.

## Contenu
Le programme s’inscrit dans les disciplines de la sociologie et de l'éthique. Les apprentissages sont orientés sur le Québec et sa culture. La notion de citoyenneté québécoise fait référence aux valeurs et principes fondamentaux de la vie civique au Québec, incluant la laïcité, l'égalité sociale et la diversité sexuelle et de genre. Le programme inclut également des notions d'éducation à la sexualité et la prise en compte des réalités et des perspectives autochtones.
Le programme est structuré en 5 compétences, soit :
- Enseignement primaire : explorer des réalités culturelles (1er cycle), examiner des réalités culturelles (2e cycle) et réfléchir de façon critique sur des réalités culturelles (3e cycle).
- Enseignement secondaire : étudier des réalités culturelles et réfléchir sur des questions éthiques (1er et 2e cycles).

Le développement des compétences du programme s'appuie sur la pratique du dialogue et  la pensée critique.